# Macrocoma janthina
Macrocoma janthina é uma espécie de escaravelho de folha da República Democrática do Congo, observado por Fairmaire em 1887.